# Pierre Larrouturou
Pierre Larrouturou (ur. 19 października 1964 w Périgueux) – francuski polityk publicysta, przedsiębiorca i samorządowiec, lider ugrupowania Nouvelle Donne, poseł do Parlamentu Europejskiego IX kadencji.

## Życiorys
Absolwent politechniki AgroParisTech oraz Instytutu Nauk Politycznych w Paryżu. W 1989 podjął pracę w Andersen Consulting, później prowadził własną działalność gospodarczą.
W 1988 wstąpił do Partii Socjalistycznej, którą opuścił po trzech latach. W 1993 utworzył stowarzyszenie Cap4J/5. W połowie lat 90. współpracował przy ustawie dotyczącej krótszego czasu pracy pracowników. W 1999 prowadził własną listę wyborczą w wyborach europejskich, która otrzymała 1% głosów. Bez powodzenia próbował zarejestrować swoją kandydaturę w wyborach prezydenckich w 1995 i 2002. W 2002 powrócił do Partii Socjalistycznej. Będąc członkiem PS i jej władz krajowych, organizował ruchy i stowarzyszenia polityczne Réseau Nouvelle Donne (2002), Urgence Sociale (2006) i Nouvelle Gauche (2008). W 2007 ponownie usiłował uzyskać poparcie dla swojego startu w wyborach prezydenckich.
W 2009 przeszedł do francuskich Zielonych (na bazie których powstała partia Europe Écologie-Les Verts), wszedł w skład biura wykonawczego tej formacji. W 2010 wybrany na radnego Île-de-France, zasiadał w radzie regionalnej przez jedną kadencję do 2015. W 2012 po raz trzeci został członkiem Partii Socjalistycznej, jednak już rok później utworzył nową formację pod nazwą Nouvelle Donne. Był współprzewodniczącym tej partii, która wysunęła go jako kandydata na prezydenta (nie zdołał zarejestrować swojej kandydatury w 2017). W 2016 został wykluczony z ND, jednak wkrótce jego członkostwo przywrócono; objął funkcję rzecznika prasowego ruchu. Przez kilka miesięcy był członkiem powołanej przez prezydenta w 2018 Haut Conseil pour le climat, organu doradczego do spraw klimatu.
W 2019 z listy wyborczej współtworzonej m.in. przez jego ugrupowanie i socjalistów uzyskał mandat eurodeputowanego IX kadencji.

## Wybrane publikacje
- La grande trahison: les élites ont abdiqué, à nous de reprendre la main, 2014
- Non-assistance à peuple en danger, 2015
- Einstein avait raison: il faut réduire le temps de travail (współautor), 2016
- Pour éviter le chaos climatique et financier. Une solution scandaleusement simple (współautor), 2017
- Finance, climat, Réveillez-vous! Les solutions sont là (współautor), 2018[2]